# Grab (Krowica Zawodnia)
Grab – część wsi Krowica Zawodnia w Polsce, położona w województwie wielkopolskim, w powiecie kaliskim, w gminie Szczytniki.
W latach 1975–1998 Grab należał administracyjnie do województwa kaliskiego.